# Östersysslets domsaga
Östersysslets domsaga var en domsaga i Värmlands län. Den bildades 1680 och omgjordes 1756. Domsagan upplöstes 1971 i samband med tingsrättsreformen i Sverige och överfördes då till Kristinehamns tingsrätt och dess domkrets.
Domsagan ingick från 1963 i Hovrätten för Västra Sverige och före dess i Svea hovrätts domkrets.

## Härader
Domsagan omfattade:
- Ölme härad
- Visnums härad
- Väse härad
- Färnebo härad från 1756
- Nyeds härad mellan 1830 och 1865
- Kils härad till 1756
- Karlskoga härad till 1830
- Frykdals härad till 1756
- Älvdals härad till 1756

## Tingslag
- Östersysslets tingslag från 1948
- Färnebo tingslag från 1756 till 1948
- Ölme, Visnum och Väse tingslag 1877-1948
- Ölme tingslag till 1877
- Visnums tingslag till 1877
- Väse tingslag till 1877
- Nyeds tingslag från 1830 till 1865
- Kils tingslag till 1756
- Karlskoga tingslag till 1830
- Fryksdals tingslag till 1745
- Fryksdals övre tingslag från 1745 till 1756
- Fryksdals nedre tingslag från 1745 till 1756
- Älvdals tingslag till 1745
- Älvdals nedre tingslag från 1745 till 1756
- Älvdals övre tingslag från 1745 till 1756

## Häradshövdingar
- 1680–1682 Lennart Posse
- 1682–1695 Anders Milander
- 1695–1708 Christoffer Moback
- 1708–1730 Olof Lundstedt
- 1730–1756 Carl von Numers
- 1756–1761 Olof von Nackreij
- 1761–1800 Jonas Ferner
- 1801–1823 Anders Hjort
- 1826–1865 Johan Hagander
- 1866–1886 Severin Löwenhielm
- 1886–1911 Carl Ewert Gustaf Odencrants
- 1911–1927 Lars Johan von Knorring
- 1927–1938 Carl Halvar Alexander Lilienberg
- 1938–1960 John Ivar Fredrik Hessius
- 1961–1970 Seth Axel Börje Falken